# Mort par GPS
La mort par GPS fait référence à la mort de personnes imputable, en partie, au suivi irréfléchi d'instructions données par un  assistant de navigation  GPS,,. Ainsi, un GPS a-t-il été impliqué dans des morts de conducteurs dans la vallée de la Mort,, de même que dans celles de randonneurs du parc national de Joshua Tree dans le Sud-Est de la Californie, mais aussi dans des morts dans l'État de Washington, en Australie, en Angleterre, en Italie, en Espagne et au Brésil.